# Großer Weißer See
Der Große Weiße See ist ein See im westlichen Landkreis Mecklenburgische Seenplatte, Mecklenburg-Vorpommern. Er befindet sich etwa einen Kilometer westlich von Wesenberg und füllt zusammen mit dem Kleinen Weißen See eine kleine glaziale Rinne auf.

## Lage und Umgebung
Der Große Weiße See ist von Westen und Nordwesten her durch das Waldlandschaftsgebiet Hohes Holz umgeben, wo auch das Gebiet des Müritz-Nationalparks beginnt. Im Norden des Sees gibt es einen Entwässerungsgraben, der aus dem See führt, aber die meiste Zeit des Jahres kein Wasser führt. Ebenfalls nördlich des Sees befindet sich die Große Villa am Weißen See, welche 1920/1921 erbaut und seit 1947 als Kinderheim genutzt wurde. Östlich des Sees schließen sich die Erhebung des Wörlandbergs und eine kleine Siedlung direkt am Ufer an. In Richtung Süden ist der Bahndamm der Bahnstrecke Wittenberge–Strasburg sichtbar.
In der Nähe des Sees liegen der Kleine Weißer See und der Kleine Labussee.

## Tourismus
Bereits Ende des 19. Jahrhunderts begann die Nutzung und Erschließung des südlichen Ufers des Großen Weißen Sees. So wurde im Jahr 1893 dort eine Badeanstalt eröffnet, von dem das alte Umkleidegebäude auch heute noch vorhanden ist. Unweit des Badestrands wurde im Jahr 1963 der Neubau einer Gaststätte errichtet und eröffnet. 1970 eröffnete der erste öffentliche Zeltplatz am Westhang des Wörlandbergs, wodurch der See endgültig für den Tourismus geöffnet wurde. 2013 wurden auch Anlagen für neue Zughalte am Weißen See auf der Strecke Neustrelitz-Mirow eingerichtet.
Aufgrund der Wasserverhältnisse und der seinerzeit guten Sicht wählten GST-Sportler in den 1970er und 80er Jahren den See als Trainingsort für Taucher. Dem Wasser des Sees wird eine naturheilende Wirkung zugeschrieben (Naturheilquelle).